# Крангуриле де Сус (Дамбовица)
Крангуриле де Сус (рум. Crângurile de Sus) насеље је у Румунији у округу Дамбовица. Oпштина се налази на надморској висини од 209 m.

## Становништво
Према подацима из 2002. године у насељу је живело 488 становника, од којих су сви румунске националности.